# (7499) L'Aquila
(7499) L'Aquila est un astéroïde de la ceinture principale.

## Description
(7499) L'Aquila est un astéroïde de la ceinture principale. Il fut découvert le 24 juillet 1996 à Campo Imperatore par Andrea Boattini et Andrea Di Paola. Il présente une orbite caractérisée par un demi-grand axe de 3,15 UA, une excentricité de 0,14 et une inclinaison de 10,0° par rapport à l'écliptique.

## Compléments